# Кийомидзу-дера
Кийомидзу-дера (清水寺), официално Отова-сан Кийомидзу-дера (音羽山清水寺) e независим будистки храм в източно Киото.
Кийомидзу са най-старите храмове на Япония, намиращи се до старата японска столица, която е изключително богата на исторически ценности. Те представляват комплекс от тридесетина постройки, изграждането им започва в края на периода Нара през 778. Повечето от тях са дървени и са били многократно разрушавани и опожарявани през вековете, но са изградени отново през 1633 от прочутия шогун Токугава Иемицу, управлявал в началото на периода Едо.
Според легендата мястото за изграждане на храма е било намерено от будисткия свещеник от града Нара Енчин (Нара е друга древна столица на Япония, намираща се близо до Киото), който търсейки изворите на реката Йодо, попада на района в планината Отова, където е изгроден по-късно и храмът. Чистата вода на водопада край изворите, намиращи се недалече от основната сграда, е дала и името на Кийомидзу-дера (на японски кийомидзу – чиста вода).
Хондо е основната сграда на храма, и представлява национално съкровище, заради своите дървени балкони и покрив с наклони в няколко посоки. Терасата има панорамна гледка към планинската околност и към града. Сградата е стъпила върху няколкоетажната дървена конструкция, която компенсира стръмния наклон на терена, и която създава усещането за ефирност и летеж. Във вътрешността на сградата е разположен религиозен олтар, състоящ се от множество фигури на будистки богове, като основната сред тях е фигурата на Бога с 11 лица.
Друга забележителна постройка от комплекса е порталната врата Ниомон, охранявана от две дървени четириметрови фигури, известни като Кралете Дева или още Диамантените воини, които дават и името на самата порта (на японски: мон – врата). Такива врати са характерни за повечето японски храмове, те служат като символично преддверие към религиозния комплекс, и напомнят на отделна сграда заради покрива над самата порта.
Триетажната пагода Санджуното е най-голямата такава в Япония и съдържа образ на Великото слънце Буда. Пагодата е друга обичайна съставна част на будистките храмове. Тя представлява дървена постройка, като броят на етажите се определя от броя на покривите по височината на конструкцията.
Особена атракция на комплекса представляват двата Камъка на влюбените. Този Камък трябва да бъде достигнат от посетителя от няколко крачки разстояние, което трябва да се измине със затворени очи. Любовните желания ще бъдат изпълнени, ако пристъпвайки туристът попадне точно на камъка. Малките магазини за сувенири на територията на храма продават амулети на влюбените, талисмани за здраве, за успешно вземане на изпитите и т.н.

## Галерия
- Кийомидзу-дера през сезона на цъфтежа на черешите.
- Кийомидзу-дера през есента.
- Кийомидзу-дера през зимата
- Терасата на Кийомидзу-дера.
- Божествената врата, тип ниомон, на храма.
- Гледка към основната сграда и другите допълнителни сгради.
- Статуи на Кшитигарбха (или Жизо).
- Отова-но-таки, водопадът, от който посетителите пият за здраве, дълголетие и успех в учението.
- Портата на храм към Кийомидзу-дера с олтар за бракосъчетания.
- Картина от Кийомидзу-дера на Сюинсен, въоръжен търговски кораб от 1633 г.
- Вечерна снимка на триетажна пагода.